# گرته کامین

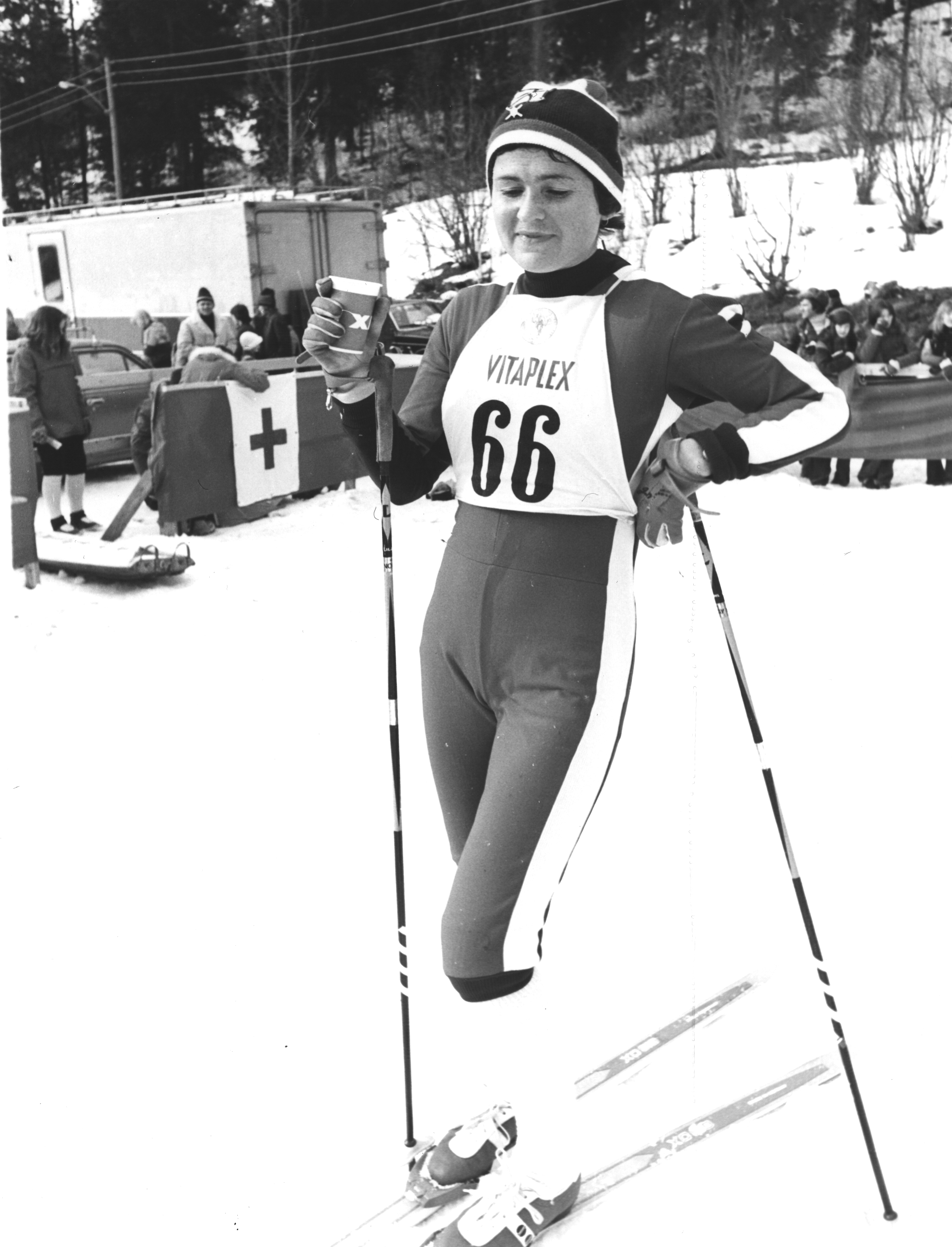
گرته کامین در فستیوال اسکی در اسلو ۱۹۷۶

گرته کامین (انگلیسی: Grete Kummen؛ زادهٔ ۲۱ آوریل ۱۹۵۲) ورزشکار اسکی صحرانوردی اهل نروژ است.